# Jean II. de Montmorency

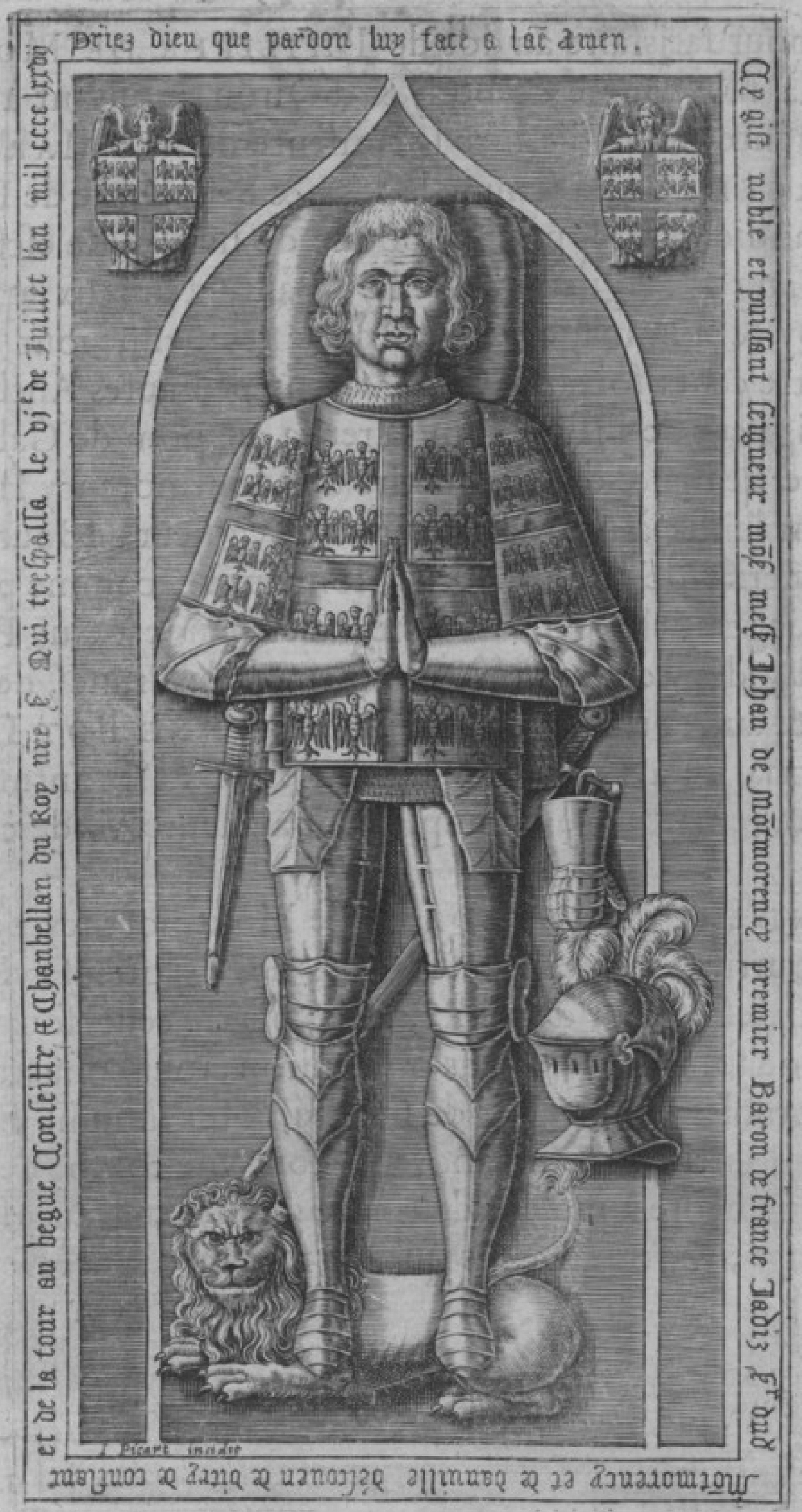
Gisant Jean de Montmorencys

Jean II. de Montmorency (° 1401; † 6. Juli 1477) war Großkammerherr von Frankreich

## Leben
Jean II. de Montmorency war der älteste Sohn von Jacques, Sire de Montmorency († 1414), und Philippine de Melun, Dame de Croisilles et de Courrières († 1420). 1416/18 war er noch minderjährig. 1420 war er Sire et Baron de Montmorency, d’Écouen, de Damville, Conflans et Vitry-en-Brie.
Mit Ehevertrag vom  29. Januar 1422 heiratete er Jeanne Dame de Fosseux, d’Auteville, de Nevele et de Wismes († 2. September 1431), Tochter von Jean, Sire de Fosseux, französischer Rat und Kämmerer, burgundischer Rat, Gouverneur von Artois, und Jeanne, Dame de Preures. Ihre Kinder waren:
- Jean, genannt Jean de Nevele (* 1422; † 26. Juni 1477), 1432 Herr zu Nevele, Wismes, Liedekerke und Hubermont, Rat des burgundischen Herzogs Philipp der Gute, bestattet in Nevele; ⚭ vor 13. August 1465 Gudula Vilain, Vrouwe de Liedekerke, Huysse, Borcht und Zwijndrecht (1455/83 bezeugt, † 1485), Tochter von Johan Vilain, Herr zu Huysse
- Louis († 1. Oktober 1490 auf der Wallfahrt nach Santiago de Compostela) 1431 minderjährig, Seigneur de Fosseux, de Barly, d’Auteville, de la Tour de Chaumont (im Vexin), de Wastines, de Roupy et de Nomain, Kammerherr des Königs Karl VII.; ⚭ um 1450 Marguerite de Wastines († 28. Februar 1490), bestattet in Fosseux, Tochter von Jean de Wastines, Seigneur de Roupy à Nomaing, und Marguerite d’Auberchicourt, genannt d’Estaimbourg, Dame de Casteler à Genech

1424 war er Premier Baron und 1425 Grand Chambellan de France (von diesem Amt trat er 1427 zugunsten von Georges de La Trémoille zurück). Als Gefolgsmann Karls VII. wurde sein Besitz in der Normandie und im Brie 1429 von der anglo-burgundischen Partei besetzt und einem ihrer Anhänger gegeben; im März 1430 konnte er Montmorency zurückerobern. Als Jeanne de Fosseux am 2. September 1431 starb, wurde sie in der Franziskanerkirche in Senlis bestattet.
Vor dem 3. August 1452 heiratete Jean de Montmorency in zweiter Ehe Marguerite d’Orgemont, Tochter von Pierre (II.) d’Orgemont, Seigneur de Chantilly et de Montjay , und Jeanne Paynel, sowie Urenkelin des Kanzlers Pierre d’Orgemont, Witwe von Guillaume Broullard. Kinder aus dieser Ehe waren:
- Guillaume (* 1454; † 24. Mai 1531), 1476 bezeugt, Sire et Baron de Montmorency, d’Écouen, 1484 de Chantilly, de Damville, de Conflans, de La Rochepot, de Thoré etc., Premier Baron de France, Chambellan de France, 1503 Gouverneur und Bailli von Orléans, Captaine der Bastille, des Forêt de Vincennes und von Saint-Germain-en-Laye, bestattet in Montmorency; ⚭ (Ehevertrag Paris 17. August 1484) Anne Pot, († 24. Februar 1510), Dame de La Rochepot, Damville etc., bestattet in Montmorency, Tochter von Guy Pot, Comte de Saint-Pol, Seigneur de La Roche-deNolay, de La Rochepot, de Châteauneuf, de Thoré, de Damville etc., französischer Rat und Kämmerer, Gouverneur von Touraine, Seneschall von Vermandois, und Marie de Villiers l'Isle-Adam – die Eltern des Connétable Anne de Montmorency
- Philippa († 21. November 1516 in Chinon), 1460 bezeugt, Dame de Vitry-en-Brie, bestattet in Oiron; ⚭ (1) (Ehevertrag Paris 23. März 1465) Charles de Melun, Baron de Landas, Seigneur de Normanville et de Nantouillet, Großmeister von Frankreich, Lieutenant-général († enthauptet 22. August 1468 in Le Petit Andely); ⚭ (2) vor 4. März 1473[3] Guillaume Gouffier, Seigneur de Boissy, de Bonnifet et d’Oiron, französischer Rat und Kämmerer († 23. Mai 1495 in Amboise)
- Marguerite († 29. August 1498), 1460 bezeugt, Dame de Conflans, de Guînes, de Vitry et de Feuillarde-en-Brie, bestattet in Bourlémont; ⚭ (Ehevertrag vom 26. Juni 1471) Nicolas I (Colart) d’Anglure, Baron de Bourlémont (* um 1440; † 26. Juli 1516 in Bourlémont), bestattet in Bourlémont

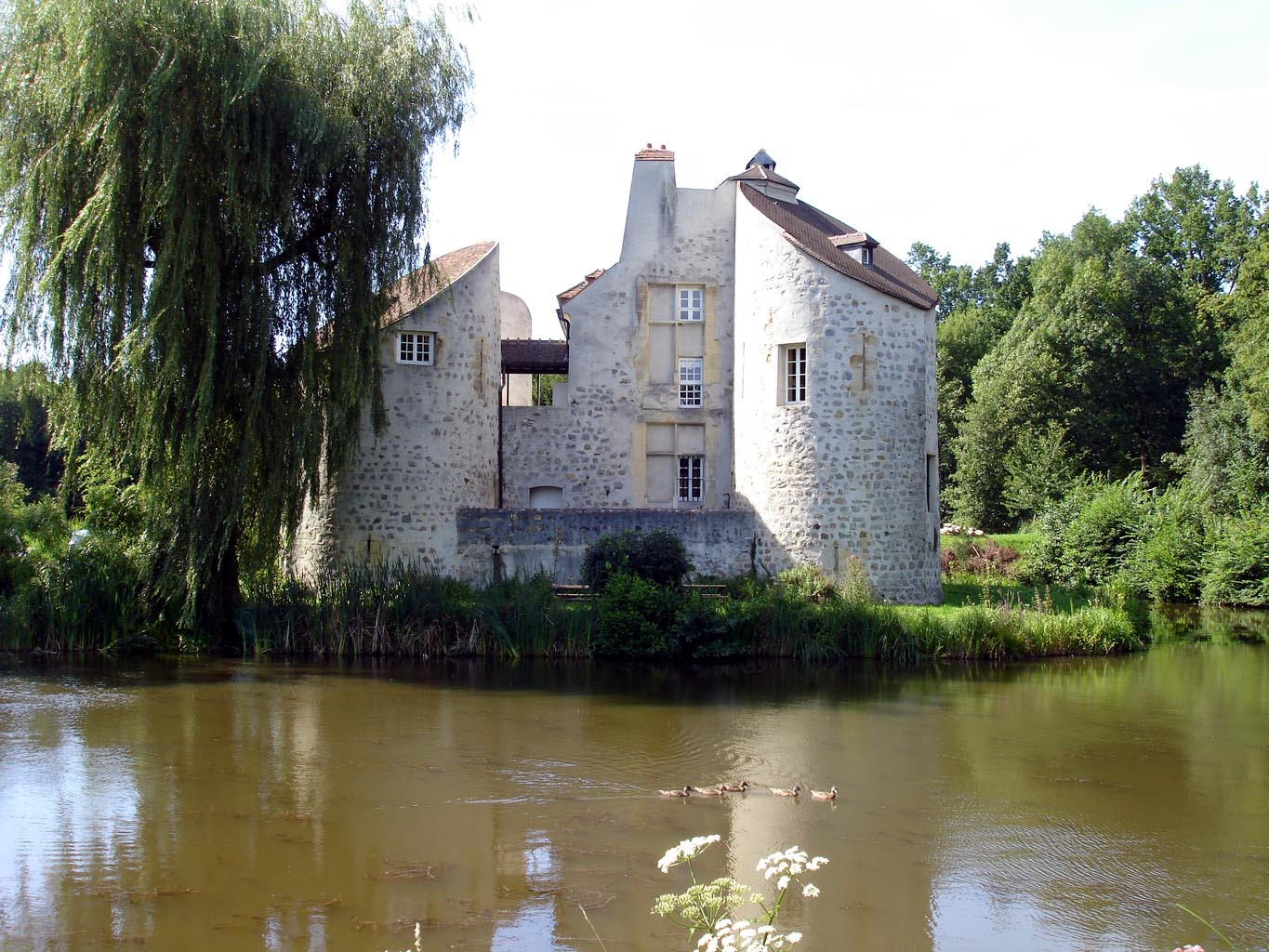
Die Burg La Chasse im Wald von Montmorency, in der die Enterbung dokumentiert wurde.

Jean de Montmorency kämpfte 1465 an der Seite des Königs Ludwig XI. gegen die Ligue du Bien public unter Führung des burgundischen Herzogs Karl der Kühne. Seine beiden Söhne Jean de Montmorency-Nivelle und Louis de Montmorency-Fosseux, die pro-burgundisch eingestellt waren, weigerten sich, ihm zu folgen und schlossen sich stattdessen den Rebellen an. Jean de Montmorency enterbte sie daraufhin (24. Juli 1463 auf Burg La Chasse im Wald von Montmorency) zugunsten seines dritten Sohnes Guillaume.
Jean II. de Montmorency starb am 6. Juli 1477 und wurde in Senlis bestattet. Marguerite d’Orgemont testierte am 3. März 1481 in Paris und starb zwischen 14. April 1484 und dem 20. Februar 1488. Sie wurde ebenfalls in der Franziskanerkirche in Senlis bestattet.